# Sukosari (Dagangan)
Sukosari is een bestuurslaag in het regentschap Madiun van de provincie Oost-Java, Indonesië. Sukosari telt 2584 inwoners (volkstelling 2010).